# Södra Vissmarlöv
Södra Vissmarlöv är en bebyggelse, belägen vid utefter länsväg M 819, 1,5 kilometer söder om Vissmarlöv i Hyby socken i Svedala kommun. Bebyggelsen består av de små byarna Beden och Kyrkängarna. Från 2015 avgränsar SCB här en småort.